# Bench Crater
El meteorito Bench Crater es un meteorito descubierto en la Luna por los astronautas del Apolo 12 en 1969. Fue el primer meteorito descubierto en un cuerpo del sistema solar distinto de la Tierra. Está listado como una condrita carbonosa por la Meteoritical Society.